# M52
M52或梅西耶52，也稱為NGC 7654，是在北天仙后座的一個疏散星團。它是查爾斯·梅西耶在1774年9月7日發現的。在地球上，使用雙筒望遠鏡就可以看見這個星團。這個星團的南半部受到消光的影響非常明顯。
羅伯特·朱利斯·特朗普勒在他的特朗普勒分類法將M52分類為 II2r，表示星團低度向中心集中，亮星和暗星的數量相當，而且星數眾多（超過100顆）。後來，改分為I2r，表示向中心高度集中，有密集的核心。 這個星團的核心半徑是2.97 ± 0.46 ly（0.91 ± 0.14 pc），潮汐半徑為42.7 ± 7.2 ly（13.1 ± 2.2 pc）。估計年齡約1.585億年，質量約1,200 M☉.。
視星等+8.3的超巨星BD+ 60°2532可能是M52的成員。 其它的成員包括18顆慢脈動B型變星T，其中一顆是盾牌座δ型變星，3顆是劍魚座γ型變星 ；可能還有3顆Be星 。星團的核心缺乏星際物質，這可能是星團早期歷史有超新星爆炸的結果。

## 外部連結
- 维基共享资源上的相關多媒體資源：M52
- Messier 52, SEDS Messier pages （页面存档备份，存于）
- WikiSky上关于M52的内容：DSS2, SDSS, GALEX, IRAS, 氢α, X射线, 天文照片, 天图, 文章和图片

| 天文學目錄  | 天文學目錄                                           | 天文學目錄 |
| ----------- | ---------------------------------------------------- | ---------- |
| NGC天體表： | NGC 7652 - NGC 7653 - NGC 7654 - NGC 7655 - NGC 7656 |            |